# ГЕС Barrett Chute
ГЕС Barrett Chute – гідроелектростанція у канадській провінції Онтаріо. Знаходячись між ГЕС Mountain Chute (вище по течії) та малою ГЕС Calabogie (4 МВт), входить до складу каскаду на річці Мадаваска, правій притоці Оттави (впадає ліворуч до річки Святого Лаврентія, котра дренує Великі озера).
В межах проекту річку перед порогом Хай-Фолс перекрили бетонною греблею висотою 28 метрів та довжиною 340 метрів, яка утворила витягнуте по долині річки на 13 км водосховище з площею поверхні 15 км2. 
Ліворуч від греблі бере початок дериваційний канал довжиною 0,6 км, котрий завершується дамбою висотою 12 метрів та довжиною 110 метрів. Далі ресурс через напірні водоводи довжиною по 0,15 км потрапляє до наземного машинного залу, спорудженого на березі Мадаваски за 1,6 км від греблі.
У 1942-му станцію ввели в експлуатацію з двома турбінами типу Френсіс потужністю по 24 МВт, до яких в 1968-му додали дві більш потужні по 62 МВт. Це обладнання працює при напорі у 46,9 метра.